# Australian Open 1977 (grudzień)
Wielkoszlemowy turniej tenisowy Australian Open w 1977 roku rozegrano w Melbourne w dniach 19 – 31 grudnia.

## Zwycięzcy

### Gra pojedyncza mężczyzn
- Vitas Gerulaitis (USA) – John Lloyd (GBR) 6:3, 7:6, 5:7, 3:6, 6:2

### Gra pojedyncza kobiet
- Evonne Goolagong Cawley (AUS) – Helen Gourlay Cawley (AUS) 6:3, 6:0

### Gra podwójna mężczyzn
- Ray Ruffels (AUS)/Allan Stone (AUS) – John Alexander (AUS)/Phil Dent (AUS) 7:6, 7:6

### Gra podwójna kobiet
- Evonne Goolagong Cawley (AUS)/Helen Gourlay Cawley (AUS) – Mona Schallau Guerrant (AUS)/Kerry Melville-Reid (AUS)

### Gra mieszana
Nie rozegrano turnieju par mieszanych